# Michael Maloney
Michael Maloney (Bury St Edmunds, 19 giugno 1957) è un attore britannico.

## Biografia
Ha debuttato al cinema nel 1980 ed è noto per aver preso parte ai film su Amleto, sia quello del 1990 di Franco Zeffirelli che quello del 1996 di Kenneth Branagh.

## Filmografia parziale

### Cinema
- Prova d'innocenza (Ordeal by Innocence), regia di Desmond Davis (1984)
- La maschera, regia di Fiorella Infascelli (1988)
- Enrico V (Henry V), regia di Kenneth Branagh (1989)
- Il fantasma innamorato (Truly, Madly, Deeply), regia di Anthony Minghella (1990)
- Amleto (Hamlet), regia di Franco Zeffirelli (1990)
- Othello, regia di Oliver Parker (1995)
- Nel bel mezzo di un gelido inverno (In the Bleak Midwinter), regia di Kenneth Branagh (1995)
- Hamlet, regia di Kenneth Branagh (1996)
- Babel, regia di Alejandro González Iñárritu (2006)
- Diario di uno scandalo (Notes on a Scandal), regia di Richard Eyre (2006)
- The Young Victoria, regia di Jean-Marc Vallée (2009)
- The Iron Lady, regia di Phyllida Lloyd (2011)
- Belfast, regia di Kenneth Branagh (2021)

### Televisione
- Empire – miniserie TV, 3 episodi (2005)
- Robin Hood – serie TV, 2 episodi (2006)
- Miss Marple (Agatha Christie's Marple) – serie TV, episodio 2x03 (2006)
- Fleming - Essere James Bond (Fleming: The Man Who Would Be Bond) – miniserie TV, 4 puntate (2014)
- River – miniserie TV, 5 episodi (2015)
- Paranoid – serie TV, 8 episodi (2016)
- The Crown – serie TV, 3 episodi (2019)
- L'ispettore Barnaby (Midsomer Murders) – serie TV, episodi 13x05-20x04 (2010-2019)
- I delitti della gazza ladra (Magpie Murders) – miniserie TV, 5 puntate (2022)
- L'ispettore Dalgliesh (Dalgliesh) – serie TV, episodi 2x03-2x04 (2023)

### Doppiaggio
- Anna Frank e il diario segreto (Where Is Anne Frank), regia di Ari Folman (2021)

### Videogiochi
- Castlevania: Lords of Shadow - Mirror of Fate (2013) - voce di Anima Perduta
- The Witcher 3: Wild Hunt (2015) - voce di Avallac'h
- Rise of the Tomb Raider (2015) - voce di Lord Richard Croft
- Ni no kuni II: Il destino di un regno (2018) - voce di Doloran

## Doppiatori italiani
- Loris Loddi in Enrico V
- Massimo Lodolo in Amleto
- Roberto Pedicini in Othello
- Francesco Prando in Nel bel mezzo di un gelido inverno
- Lino Capolicchio in Hamlet
- Michele Kalamera in Diario di uno scandalo
- Franco Mannella in Empire
- Gaetano Varcasia in The Iron Lady
- Antonio Palumbo in Paranoid
- Riccardo Peroni in The Crown
- Ambrogio Colombo in Belfast

Da doppiatore è sostituito da:
- Edoardo Siravo in Anna Frank e il diario segreto
- Oliviero Corbetta nel videogioco Rise of the Tomb Raider